# Laugardalur (Park)

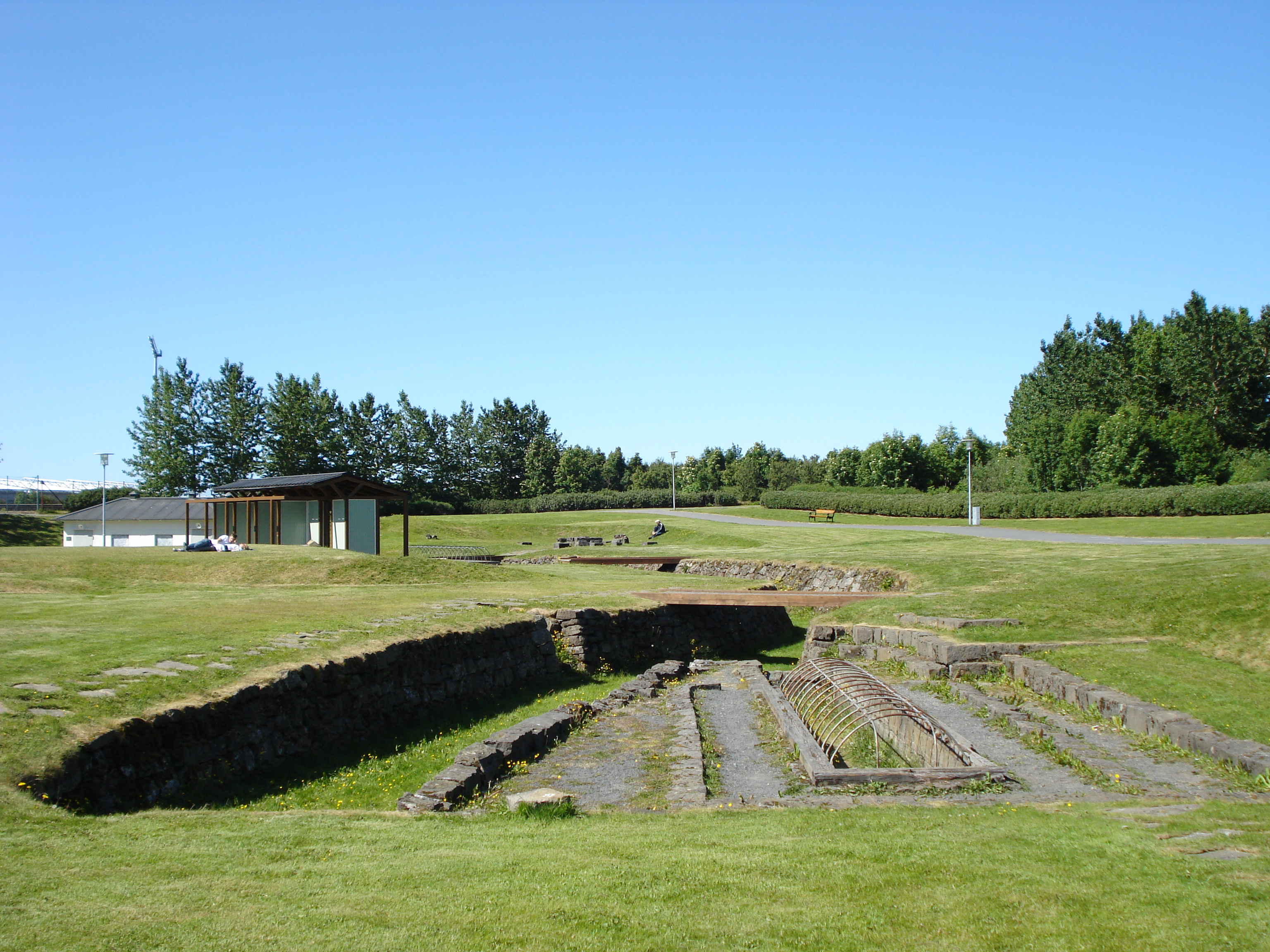
Laugardalur

Laugardalur (isländisch, „Tal der warmen Quelle“) ist ein Park mit Sport- und Kulturbereich im gleichnamigen Stadtteil in der Innenstadt  der isländischen Hauptstadt Reykjavík.

## Hintergrund
Laugardalur ist ein für den motorisierten Individualverkehr gesperrter, öffentlicher Grünbereich im Zentrum von Reykjavík.
Neben dem Park bestehend aus Wiesen, Bäumen, zahlreichen Blumen und wintergrünen Pflanzen befinden sich hier zahlreiche kleine Seen, Bäche und Wasserläufe.
Das nationale Fußballstadion Laugardalsvöllur, der Botanische Garten, mehrere Schwimmbäder sowie der Zoo von Reykjavik befinden sich ebenfalls in Laugardalur. Er ist zudem Standort zahlreicher privater Gartenvereine und wird für Urban Gardening genützt.